# Wildenburger Land
Das Wildenburger Land (auch Wildenburgisches Land genannt) ist eine westlich von Siegen gelegene  historische Landschaft im äußersten Norden von Rheinland-Pfalz.
Sie umfasst Wald- und Berglandschaften der naturräumlichen Großlandschaft Mittelsieg-Bergland, zu kleinen Randanteilen auch Siegerland.

## Geschichte
Der Begriff Wildenburger Land geht auf die ehemalige Freie Reichsherrschaft Wildenburg zurück. Die von den Herren von Arenberg abstammenden Herren von Wildenburg, deren Sitz die Wildenburg war, starben im Jahre 1418 aus. Daraufhin gelangte die reichsunmittelbare Herrschaft über eine Erbtochter an die Grafen von Hatzfeld. 1806 fiel Wildenburg an das Großherzogtum Berg, 1815 an Preußen. Innerhalb Preußens bildete Wildenburg, zusammen mit dem vormaligen kurkölnischen Amt Schönstein, die Standesherrschaft Wildenburg-Schönstein. Seit 1946 gehört das Wildenburger Land zu Rheinland-Pfalz.

## Territorium

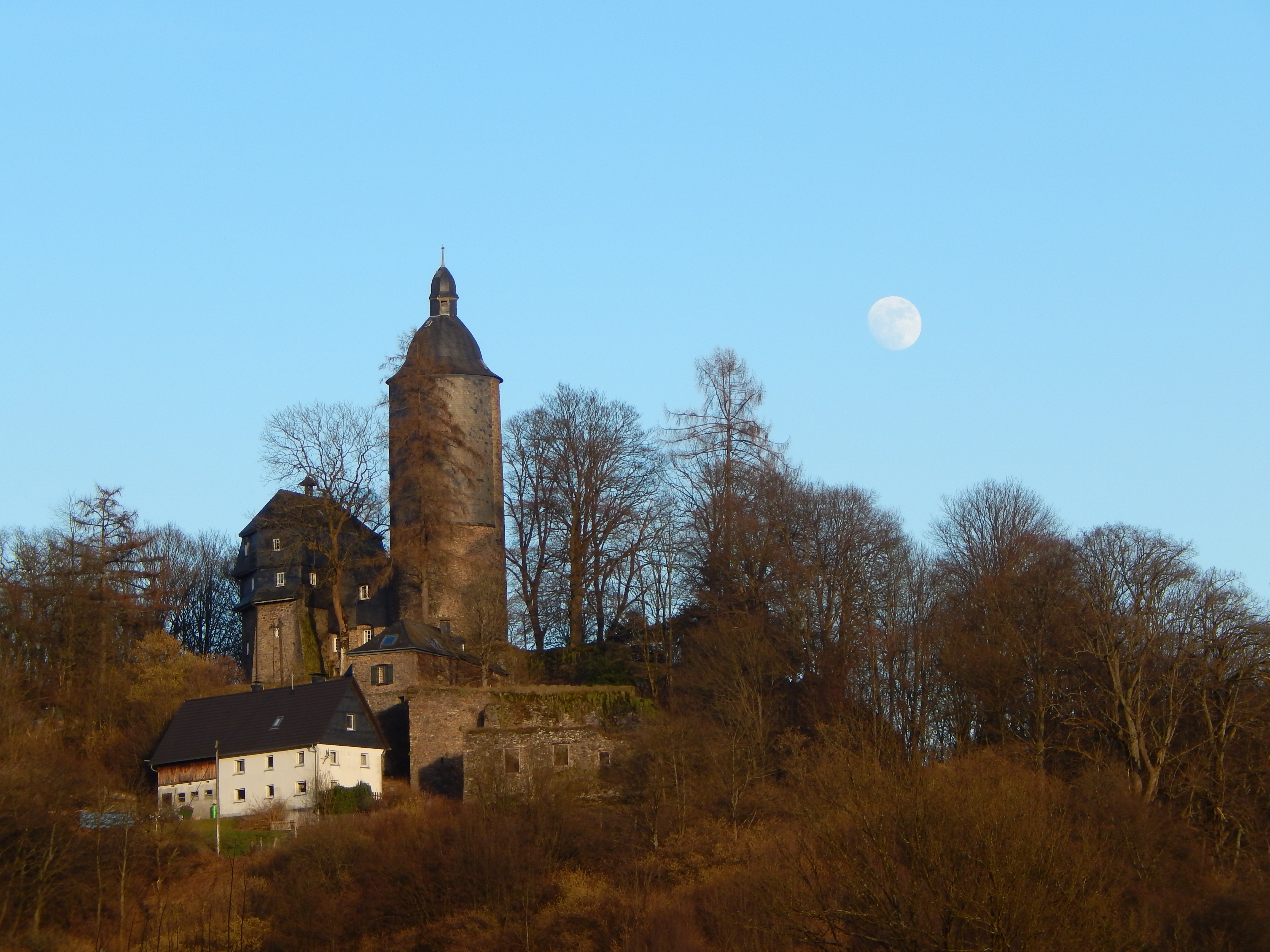
Wildenburg

Die historische Region bildet heute den nördlichsten Zipfel des Landkreises Altenkirchen und gleichzeitig des Landes Rheinland-Pfalz. Größte Ortsgemeinde ist Friesenhagen.
Neben Friesenhagen befinden sich auf dem Territorium der historischen Herrschaft Wildenburg die heutigen Ortsgemeinden Birken-Honigsessen, Hövels, Katzwinkel sowie die nördlich der Sieg gelegenen Stadtteile von Wissen. Die evangelische Kirchengemeinde Wissen entspricht in ihrer derzeitigen territorialen Ausdehnung dem Gebiet der ehemaligen Standesherrschaft Wildenburg-Schönstein.

## Wappen
Das Wappen der Herrschaft Wildenburg zeigt drei rote Rosen auf silbernem Schild.
Einige Gebietskörperschaften der historischen Region Wildenburg haben bei der Gestaltung ihrer Gemeindewappen die Wildenburgischen Rosen berücksichtigt.

Friesenhagen
Katzwinkel (Sieg)
Verbandsgemeinde Wissen

Im Wappen des Landkreises Altenkirchen hingegen wird die Region Wildenburg durch den „Hatzfeldtschen Maueranker“ repräsentiert (schwarzer Maueranker in Gold).

Landkreis Altenkirchen